# Джон Браун
Джон Бра́ун (англ. John Brown; 9 травня 1800, Торрінгтон, Коннектикут — 2 грудня 1859, Чарлз-Таун, Західна Вірджинія) — американський фермер, один із активних діячів та лідер аболіціонізму. Борець проти рабства в Америці під час громадянської війни. Джон Браун вірив, що насилля необхідне для покінчення з рабством.

## Діяльність
У 1834 році організував аболіціоністське товариство. Допомагав рабам втікати до Канади. У 1854—1855 роках Браун з п'ятьма синами брав участь у боях з рабовласниками в штаті Канзас. У 1858 році Браун написав проєкт «Тимчасової конституції» для США, в якій послідовно проводив принцип суверенітету і вимагав цілковитої ліквідації рабовласництва.
Основні статті конституції Брауна російською мовою переклав М. Г. Чернишевський як такі, що відповідали настроям й ідеям передової громадськості Російської імперії в тодішніх умовах напередодні скасування кріпацтва.
У 1859 році Браун очолив повстання в Гарперс-Феррі (штат Вірджинія), сподіваючись на підтримку рабів всієї країни. Загін був розбитий урядовими військами, а Браун засуджений до страти. Мужня поведінка Брауна на суді й під час страти сприяла згуртуванню аболіціоністів.

## Пам'ять
У Громадянській війні 1861—1865 років пісня «Тіло Джона Брауна» стала гімном війська Півночі. Його вважають національним героєм США.